# Dendrobium hippocrepiferum
Dendrobium hippocrepiferum är en orkidéart som beskrevs av Rudolf Schlechter. Dendrobium hippocrepiferum ingår i släktet Dendrobium, och familjen orkidéer. Inga underarter finns listade i Catalogue of Life.